# HD 175824
HD 175824，又名BD+48 2793，SAO 47913、HR 7154，是一颗恒星，视星等为5.77，位于銀經78.66，銀緯19.56，其B1900.0坐标为赤經18h 52m 8.8s，赤緯+48° 19.56′ 3″。